# Dane Alex Bird-Smith
Dane Alex Bird-Smith (né le 15 juillet 1992 à Kippa-Ring) est un athlète australien, spécialiste de la marche.

## Carrière
Le 1er juin 2013, il porte son meilleur temps sur 20 km à 1 h 22 min 3 s, avant de terminer 12e de la même distance lors des Championnats du monde à Moscou. Il est finaliste (8e) lors des Championnats du monde suivants à Pékin. Il bat son record personnel sur 20 km lors des Championnats du monde par équipes à Rome en 1 h 19 min 38 s, pour terminer 4e. Lors des Jeux olympiques d'été de 2016, il remporte la médaille de bronze dans l'épreuve du 20 km marche derrière les deux chinois Wang Zhen et Cai Zelin.
Il établit son record personnel sur 20 km en 1 h 19 min 28 s lors des Championnats du monde à Londres en 2017, où il termine 6e.
Le 8 avril 2018, il remporte la médaille d'or du 20 km marche des Jeux du Commonwealth de Gold Coast en 1 h 19 min 34 s, record des Jeux.